# Кречмар, Филипп Якоб
Филипп Якоб Кре́чмар (нем. Philipp Jakob Cretzschmar; 11 июня 1786, Зульцбах — 4 мая 1845, Франкфурт-на-Майне) — немецкий анатом и зоолог.

## Биография
Кречмар изучал с 1804 года натурфилософию в Вюрцбургском университете, а позже медицину в Галльском университете. После своей высылки Наполеоном в 1807 году он вернулся в Вюрцбург и, сдав экзамен, получил учёную степень. После работы хирургом в Вене и Париже, он начал врачебную практику во Франкфурте-на-Майне, где обучался анатомии и зоологии в медицинском институте Зенкенберга.
Он был соучредителем общества по изучению природы имени Зенкенберга (de:Senckenberg Gesellschaft für Naturforschung), директором которого он стал в 1817 году и руководил которым почти 30 лет. С Эдуардом Рюппелем, также членом и соучредителем общества, он опубликовал результаты исследований экспедиции в Африку. В работе Рюппеля «Атлас к поездке по северной Африке» (Atlas zu der Reise im nördlichen Afrika), появившейся во Франкфурте-на-Майне с 1826 по 1828 годы, он занимался главой о птицах, в которой описал примерно 30 новых видов птиц, в том числе мейерова длиннокрылого попугая (Poicephalus meyeri), исполинскую цаплю (Ardea goliath), красноклювую овсянку (Emberiza caesia), нубийскую африканскую дрофу (Neotis nuba) и скотоцерку (Scotocerca inquieta). Препараты Кречмара стали фундаментом коллекции музея природы Зенкенберга во Франкфурте-на-Майне.